# جان مولر (لاعب كرة قدم)
جان مولر (بالسويدية: Janne Möller)‏ (مواليد 17 سبتمبر 1953) هو لاعب كرة قدم. يلعب مع منتخب السويد لكرة القدم. سبق له أن لعب في كأس العالم لكرة القدم مع منتخب بلاده.

## مسيرته الكروية
لعب جان مولر خلال مسيرته الاحترافية مع 5 أندية في اثنين وعشرين موسمًا ولم يسجل خلالها أي هدف ضمن 468 مباراة. حيث فاز في سبعة مواسم بالكأس وفي خمسة مواسم بالدوري.
خاض جان مولر مسيرته مع نادي مالمو في موسم 1972 في المرة الأولى ليلعب معه تسعة مواسم ثم في موسم 1984 ليلعب معه خمسة مواسم، مشاركًا طوالها في 297 مباراة ولم يسجل أي هدف. ثم انتقل إلى نادي بريستول سيتي في موسم 1980–81 ولمدة موسمين، حيث شارك في 48 مباراة ولم يسجل أي هدف أيضًا. لينتقل بعدها إلى تورونتو بلِيزارد ‏ في عامي 1982-1984 ولمدة موسمين، مشاركًا في 55 مباراة ولم يسجل أي هدف أيضًا. ثم انتقل إلى نادي هلسينغبورغ في موسم 1989 واستمر معه طيلة ثلاثة مواسم، مشاركًا في 51 مباراة ولم يسجل أي هدف أيضًا. هذا وانتقل لاحقًا إلى نادي تريليبورج ‏ ما بين عامي 1992 و1993 لمدة موسم واحد، مشاركًا في 17 مباراة ولم يسجل أي هدف أيضًا.

## روابط خارجية
- جان مولر على موقع الاتحاد الدولي (مؤرشف)  (الإنجليزية)
- جان مولر على موقع الاتحاد الأوربي (الإنجليزية)
- جان مولر على موقع قاعدة بيانات كرة القدم.إي يو (الإنجليزية)
- جان مولر على موقع ناشيونال فوتبول تيمز (الإنجليزية)
- جان مولر على موقع عالم كرة القدم.نت (الإنجليزية)